# José Justo Milla
José Justo Milla Pineda (Gracias a Dios, 1794-Sonora, 1838) fue un militar hondureño, electo vicejefe de Estado en el primer gobierno de Honduras, tras la proclamación de independencia, entre 1824 y 1827, cuando dimitió para dar un golpe de Estado convirtiéndose en el segundo jefe de Estado de Honduras.

## Biografía
Era originario de la ciudad de Gracias a Dios, jurisdicción de la Intendencia de Comayagua, hijo del matrimonio entre el Coronel José Antonio Milla Villa, Primer Comandante de las Milicias de "Los Llanos" de Santa Rosa y doña Feliciana Pineda Arriaga. Sus hermanos fueron:
| Nombre                             | Lugar, año       |
| ---------------------------------- | ---------------- |
| Guadalupe Milla Pineda             | Gracias, 1775    |
| Lorenzo Milla Pineda               | Gracias, 1779    |
| Zoraida Milla Pineda               | Gracias, 1795    |
| José Santiago Milla Pineda         | Gracias, 1783    |
| Juan Milla Pineda                  | Gracias, 1785    |
| Benigno Milla Castejón             | Los Llanos, 1815 |
| José Antonio Milla Castejón        | Los Llanos, 1810 |
| Josefa del Tránsito Milla Castejón | Los Llanos, 1808 |
| Guadalupe Milla Castejón           | Los Llanos, 1812 |
| Camila Milla Castejón              | Los Llanos, 1808 |
| Vicente Milla Castejón             | Gracias, 1802    |
| Josefa Irene Milla Castejón        | Los Llanos, 1803 |
| Úrsula Milla Castejón              | Gracias, 1803    |
| María Ana Milla Castejón           | Los Llanos, 1808 |

José Justo Milla, realizó estudios militares en la ciudad de Guatemala. Casado con Mercedes Vidaurre Molina, tuvieron un hijo, el escritor José Milla y Vidaurre. Se casó nuevamente el 23 de febrero de 1835 con Rosa María Bustamante Padilla, en la localidad de Arizpe, con quien procreó a José Santiago Milla Bustamante.

## Trayectoria política
En 1824 la Asamblea Nacional Constituyente de Guatemala lo nombró  Comandante General de Armas del Estado de Nicaragua y fue enviado a León con la misión de pacificar dicho estado en apoyo de José Carmen Salazar, Jefe Político Superior con sede en León. Ejerció dicho cargo desde su arribo a León el 18 de enero de 1824 hasta el 4 de mayo del mismo año cuando ambos fueron depuestos por una sedición encabezada por Pablo Meléndez y Domingo Galarza, descontentos porque Milla actuaba primero como Intendente y luego como Jefe Político Superior (de facto) desde el 11 de febrero de 1824.
Luego, el 16 de septiembre de 1824, fue elegido como el primer Vicejefe de Estado de Honduras y nombrado Teniente General por una Asamblea Constituyente reunida en Tegucigalpa —misma que escogió al primer Jefe de Estado de Honduras, Dionisio de Herrera. Renunció al cargo el 7 de enero de 1827, y su dimisión fue aceptada el 13 de abril.

## Jefe del Estado de Honduras
Cumpliendo órdenes del General Manuel José de Arce y Fagoaga, Presidente de la República Federal de Centro América, 

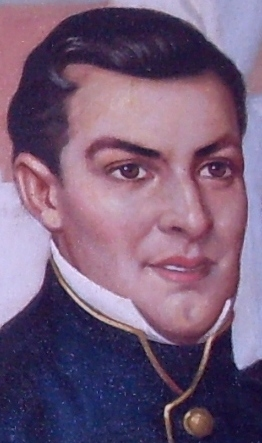
En 1827 el presidente federal Manuel José Arce y Fagoaga se alió al partido conservador traicionando a los liberales e invadió Honduras y El Salvador, propiciando así la Guerra civil.

el 19 de enero salió con un pequeño ejército (200 hombres) que comprendían el 2.º Batallón Federal desde Guatemala para invadir Honduras, llegando a Los Llanos de Santa Rosa, la cual tomó bajo órdenes de resguardar el establecimiento tabaquero de esa localidad, la cual comprendía una ciudad capitalista y de importantes familias adineradas. Otra orden era la de reclutar más hombres incómodos con la postura administrativa de Herrera, a quien denunciaban de estar confabulado con el Vicejefe de Estado de El Salvador Mariano Prado para ir en contra de la República Federal Centroamericana. Dionisio de Herrera envió tropas para repeler la invasión, las cuales Milla venció y avanzó hacia la capital hondureña e instaló su cuartel general en las inmediaciones de Comayagua, sitiando la ciudad. El 10 de mayo derrocó al gobierno, haciendo prisionero al jefe de Estado, Dionisio Herrera, y enviándolo a prisión en Guatemala, donde permaneció hasta 1829.
A continuación convocó en Comayagua elecciones tanto para jefe y vicejefe del Estado como de miembros del Congreso, en las que fueron elegidos el diputado y miembro del partido conservador Juan Nepomuceno Fernández Lindo como presidente del Congreso, José Jerónimo Zelaya Fiallos como jefe de Estado y Miguel Eusebio Bustamante como vicejefe.
Tras un golpe de Estado en la República Federal, dado por el General Francisco Morazán, regresó a Guatemala al ser derrotado el 11 de noviembre de 1827 en la Batalla de La Trinidad. Morazán lo encarceló en mayo de 1829 y fue puesto en Consejo de Guerra bajo órdenes del Supremo Gobierno de la República Federal de Centro América y por solicitud suya, aunque el Juez abogado Larrabe lo encontró absuelto y en agosto del mismo año fue desterrado en Honduras de la República Federal de Centro América de por vida.

## Últimos años
Viajó a Acapulco y fijó su residencia en la Ciudad de México y después en el estado de Sonora. En 1835 fue tesorero general de ese estado y su suegro Ignacio de Bustamante fungía como vicegobernador. Justo Milla falleció en 1838.
| \| \| \| \| \| \| \| \| \| \| \| \| \| \| \| \| \| \| \| \| 8. José Milla (Español) \| \| \| \| \| \| \| \| \| \| \| \| \| \| \| \| \| \| \| \| \| \| \| \| \| \| \| \| \| \| \| \| \| \| \| \| \| \| \| \| \| \| \| \| \| \| \| \| \| \| \| \| \| \| 4. Juan Manuel Milla (1684-1754) \| \| \| \| \| \| \| \| \| \| \| \| \| \| \| \| \| \| \| \| \| \| \| \| \| \| \| \| \| \| \| \| \| \| \| \| \| \| \| \| \| \| \| \| \| \| \| \| \| \| \| \| \| \| 2. José Antonio Milla Villa (1749-1816) \| \| \| \| \| \| \| \| \| \| \| \| \| \| \| \| \| \| \| \| \| \| \| \| \| \| \| \| \| \| \| \| \| \| \| \| \| \| \| \| \| \| \| \| \| \| \| \| \| \| \| \| \| \| 5. María Josefa Villa \| \| \| \| \| \| \| \| \| \| \| \| \| \| \| \| \| \| \| \| \| \| \| \| \| \| \| \| \| \| \| \| \| \| \| \| \| \| \| \| \| \| \| \| \| \| \| \| \| \| \| \| \| \| 1. José Justo Milla Pineda \| \| \| \| \| \| \| \| \| \| \| \| \| \| \| \| \| \| \| \| \| \| \| \| \| \| \| \| \| \| \| \| \| \| \| \| \| \| \| \| \| \| \| \| \| \| \| \| \| \| \| \| \| \| 3. Feliciana Pineda Arriaga \| \| \| \| \| \| \| \| \| \| \| \| \| \| \| \| \| \| \| \| \| \| \| \| \| \| \| \| \| \| \| \| \| \| \| \| \| \| \| \| \| \| \| \| \| \| \| \| \| \| \| \| |                                         |  |  |  |  |  |  |  |  |  |  |  |  |  |  |  |
| |                                         |  |  |  |  |  |  |  |  |  |  |  |  |  |  |  |
| | 8. José Milla (Español)                 |  |  |  |  |  |  |  |  |  |  |  |  |  |  |  |
| |                                         |  |  |  |  |  |  |  |  |  |  |  |  |  |  |  |
| |                                         |  |  |  |  |  |  |  |  |  |  |  |  |  |  |  |
| | 4. Juan Manuel Milla (1684-1754)        |  |  |  |  |  |  |  |  |  |  |  |  |  |  |  |
| |                                         |  |  |  |  |  |  |  |  |  |  |  |  |  |  |  |
| |                                         |  |  |  |  |  |  |  |  |  |  |  |  |  |  |  |
| | 2. José Antonio Milla Villa (1749-1816) |  |  |  |  |  |  |  |  |  |  |  |  |  |  |  |
| |                                         |  |  |  |  |  |  |  |  |  |  |  |  |  |  |  |
| |                                         |  |  |  |  |  |  |  |  |  |  |  |  |  |  |  |
| | 5. María Josefa Villa                   |  |  |  |  |  |  |  |  |  |  |  |  |  |  |  |
| |                                         |  |  |  |  |  |  |  |  |  |  |  |  |  |  |  |
| |                                         |  |  |  |  |  |  |  |  |  |  |  |  |  |  |  |
| | 1. José Justo Milla Pineda              |  |  |  |  |  |  |  |  |  |  |  |  |  |  |  |
| |                                         |  |  |  |  |  |  |  |  |  |  |  |  |  |  |  |
| |                                         |  |  |  |  |  |  |  |  |  |  |  |  |  |  |  |
| | 3. Feliciana Pineda Arriaga             |  |  |  |  |  |  |  |  |  |  |  |  |  |  |  |
| |                                         |  |  |  |  |  |  |  |  |  |  |  |  |  |  |  |
| |                                         |  |  |  |  |  |  |  |  |  |  |  |  |  |  |  |